# Menifee
Menifee è una città degli Stati Uniti, situata nel sud della California, nella Contea di Riverside.